# ネコノシタ
ネコノシタ（猫の舌、学名：Wedelia prostrata (Hook. et Arn.) Hemsl.）は、キク科ハマグルマ属に分類される海岸に生育する多年草の1種。和名は、葉の形態が猫の舌のようにざらついていることに由来する。別名のハマグルマ（浜車）は、花が車咲きである姿であることに由来する。種小名の「prostrata」は、「平伏の」を意味する。

## 特徴
茎は長く地をはい、節から根を深くおろし群落をつくる。長い茎を分岐しながら伸ばして、節から根を出して増殖しいていく。葉は対生し、長楕円形（長さ1.5-4.5 cm、幅4-14 mm）で、厚く、かたい毛が生えていてネコの舌のようにざらつく。花期は7-10月。茎の先端に直径16-22 mmの黄色の頭花を1個つける。花は舌状花と管状花から構成される頭状花序であり、舌状花は雄蘂が退化した雌花である。管状花には両性花と雌花の二種類があり、雌花では雄蘂が短く葯も退化しており花粉を作らない。総苞は半球形で、片は卵形で短いかたい毛がある。そう果は長さ3.5-4 mm、幅2 mm。

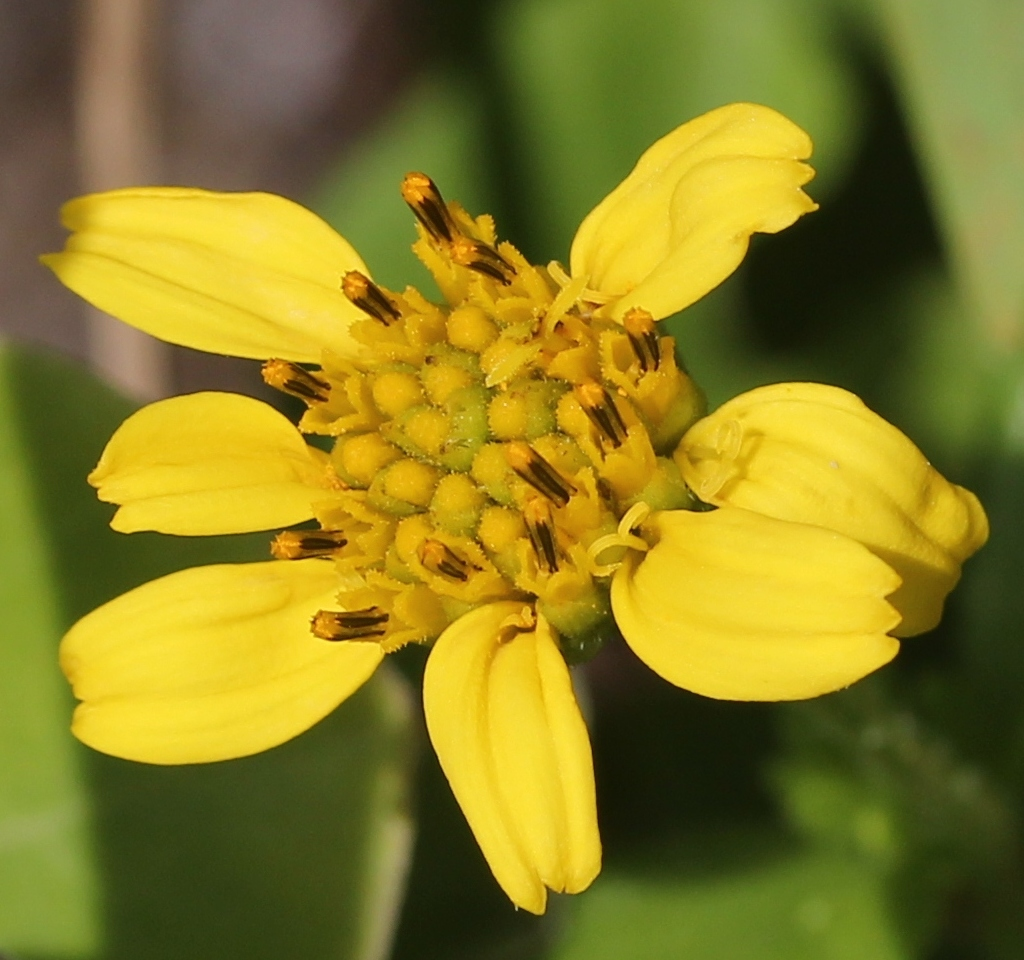
花の細部
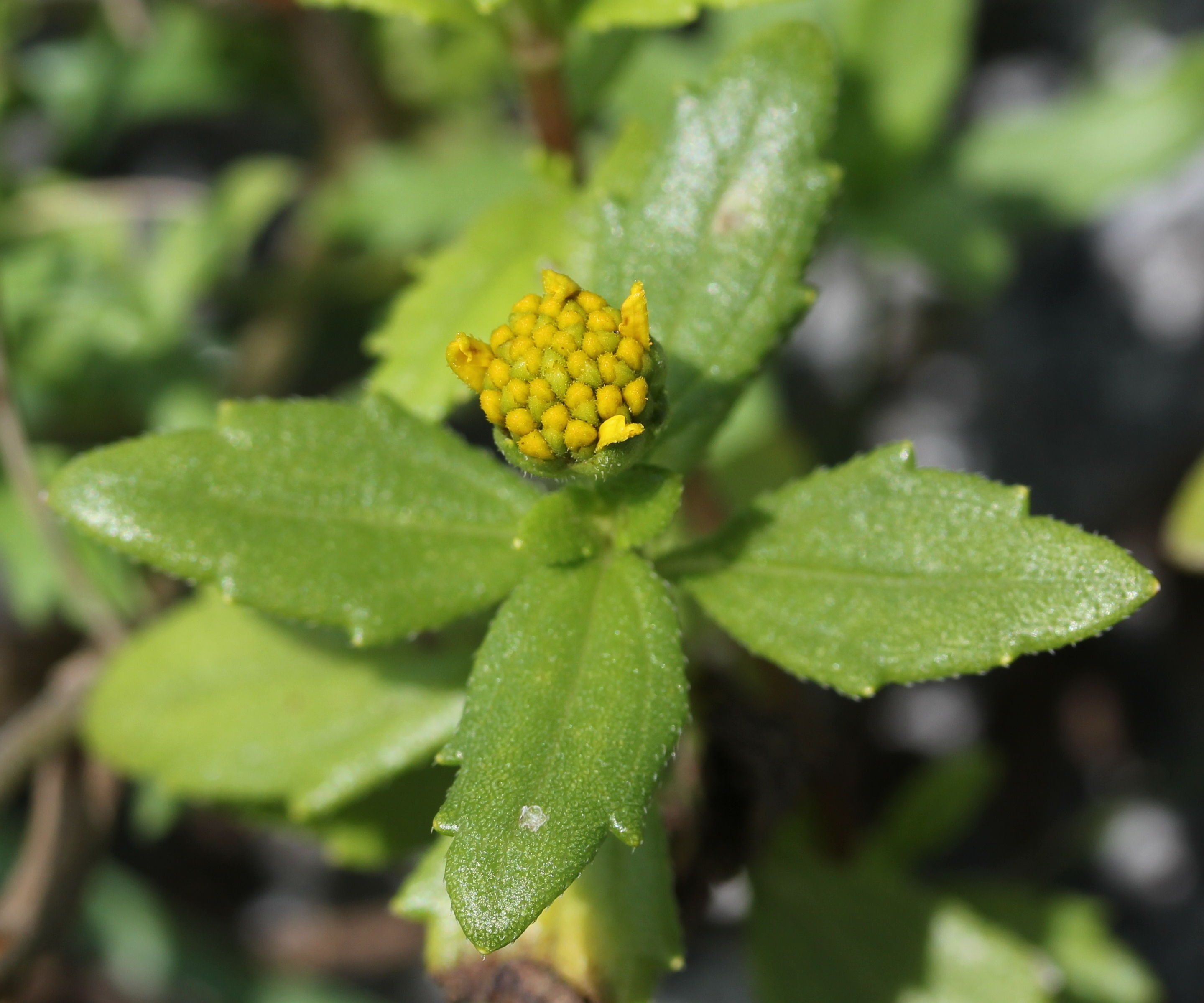
蕾
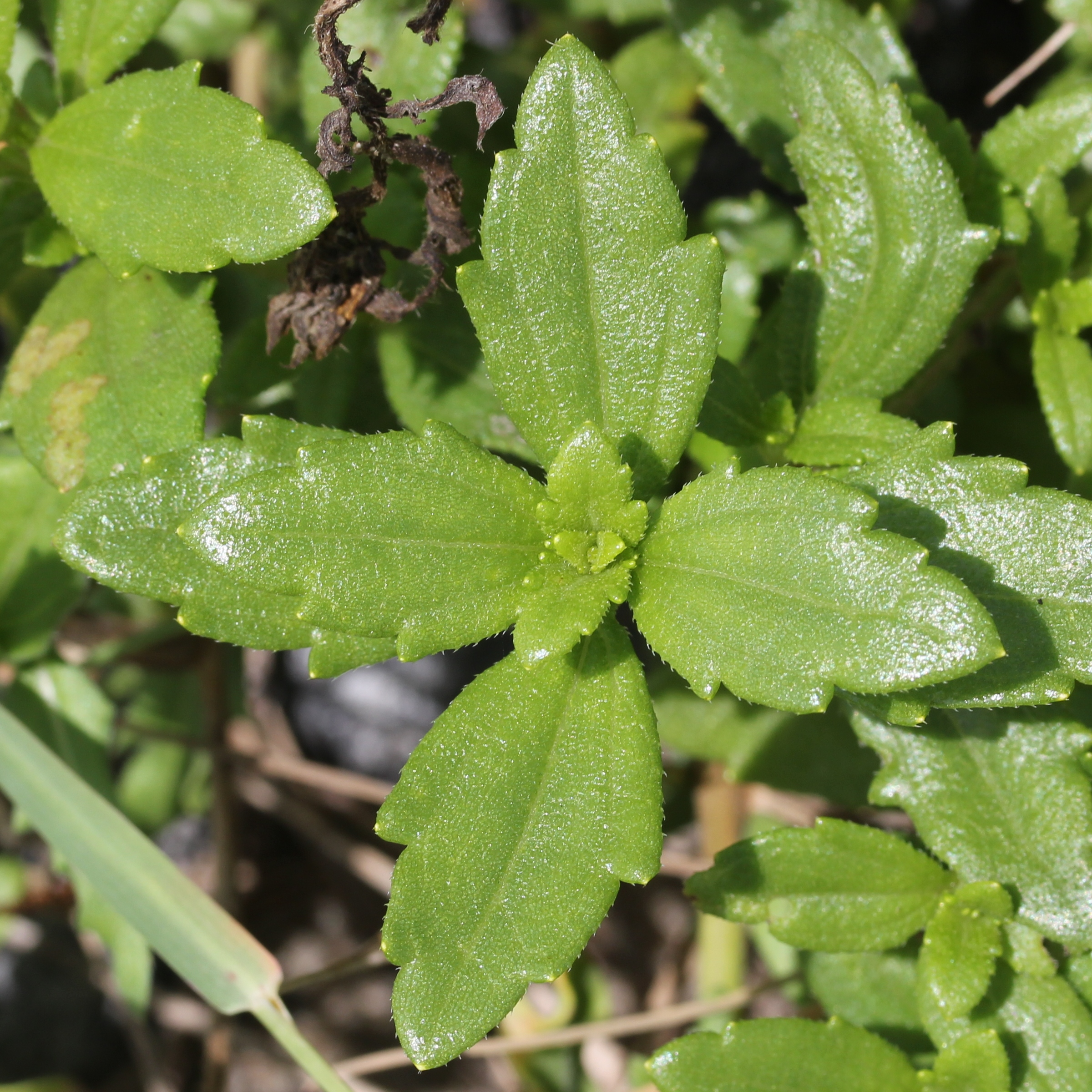
葉は肉厚で表面が猫の舌のようにざらつく

## 分布・生育環境

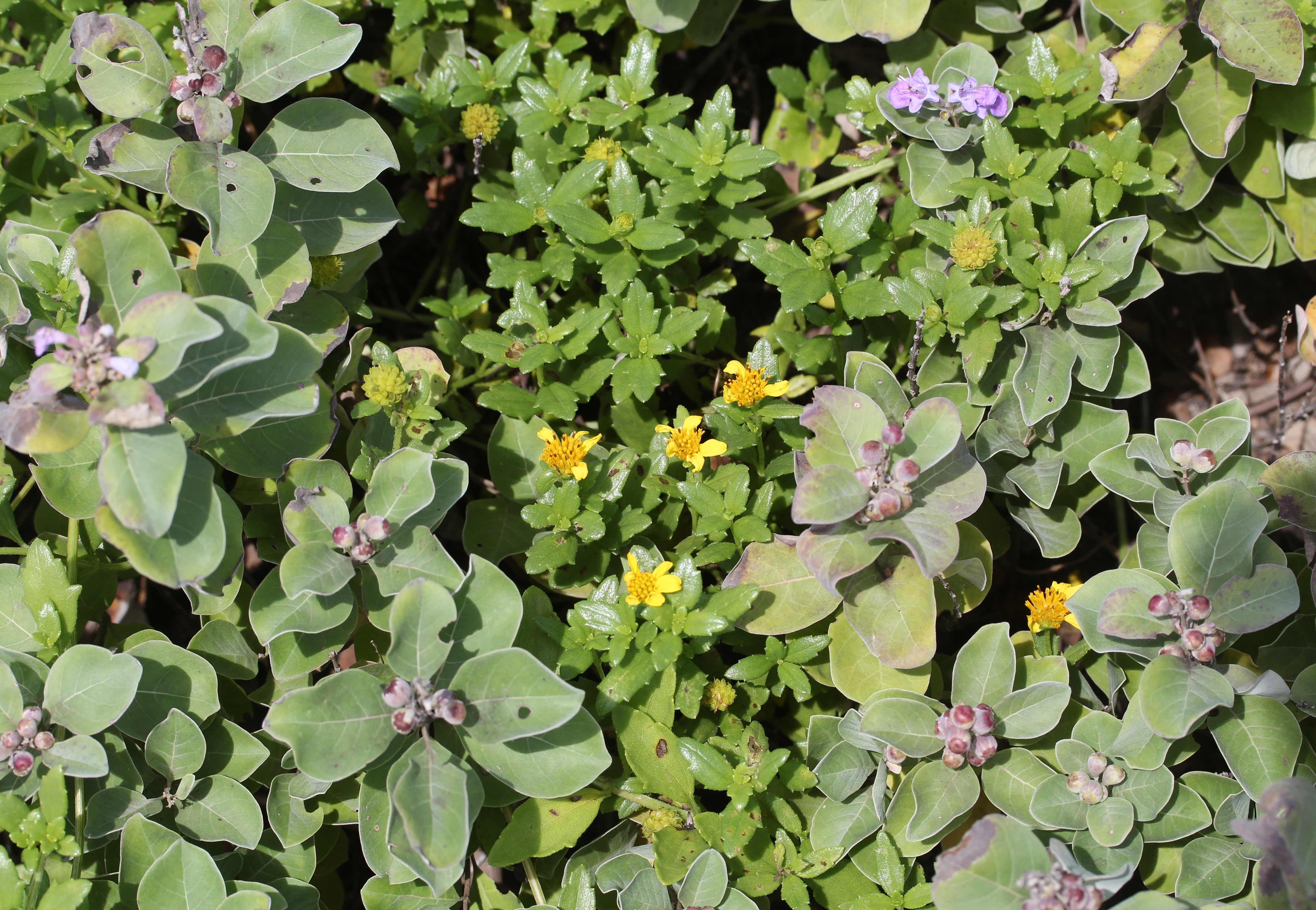
海岸 の砂浜（愛知県田原市伊良湖岬）でハマボウと混生するネコノシタ

ベトナム、中国、台湾、朝鮮半島から日本にかけての暖帯から熱帯域に分布する。同属の中ではも最も北まで分布している種。
日本では本州（関東および北陸地方以西）、四国、九州、小笠原諸島、琉球諸島にかけて分布し、海岸の砂地に生育する。波打ち際に近い砂浜で、コウボウムギ、ハマボウなどと共に生育する。

## 種の保全状況評価
日本では以下の都道府県で、レッドリストの指定を受けている。自然の砂浜の開発や護岸工事、砂浜の波浪による浸食、人による踏みつけなどにより、多くの地域で減少傾向にあり絶滅が危惧されている。
- 絶滅（EX） - 福島県、大阪府
- 絶滅危惧I類（CRまたはEN） - 岡山県[11]、徳島県[12]、香川県[16]
- 絶滅危惧IB類（EN） - 大分県[15]
- 絶滅危惧II類（VU） - 茨城県[9]、新潟県[14]、福井県[10]、愛知県[7]、三重県[17]、愛媛県[13]
  - Bランク - 兵庫県[注釈 2][18]
- 準絶滅危惧（NT） - 熊本県

## 近縁種
キダチハマグルマ
木立浜車、学名：Wedelia biflora DC.、亜低木。
オオハマグルマ
大浜車、学名：Wedelia robusta (Makino) Kitam.、葉は薄く、頭花が3個つく。